# Rajcza

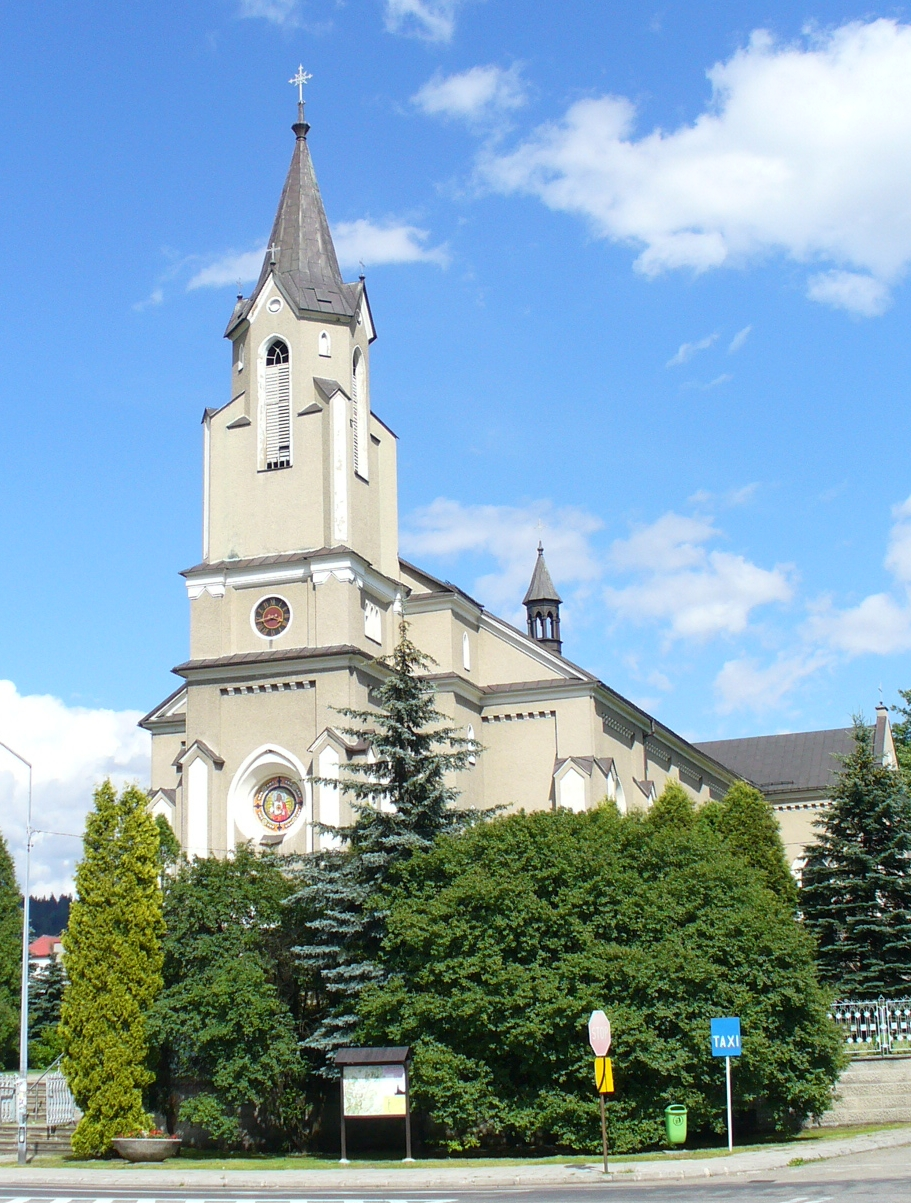
Die Kirche

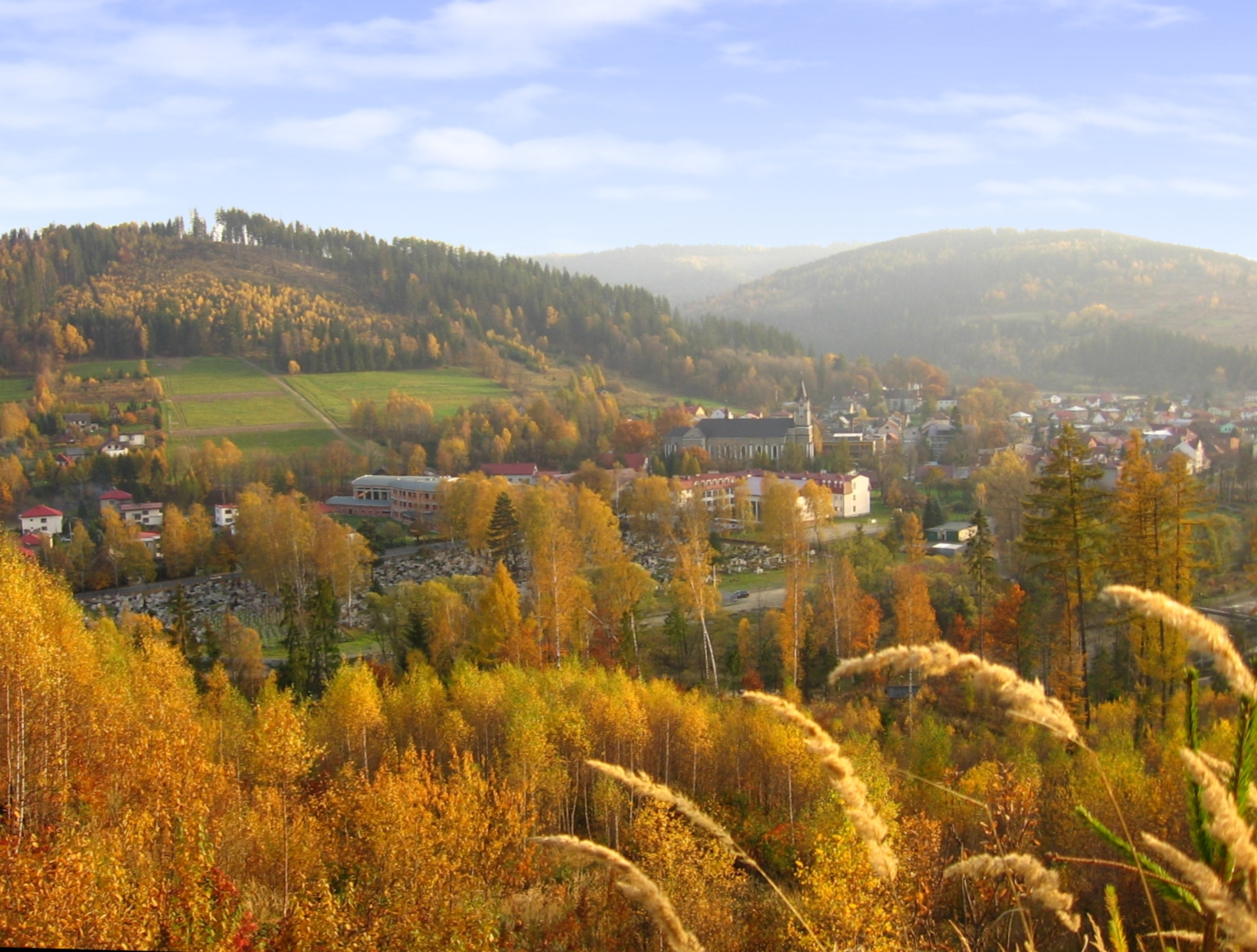
Rajcza von dem Biernatka Gipfel

Rajcza ist ein Dorf und Sitz der gleichnamigen Landgemeinde im Powiat Żywiecki in der Woiwodschaft Schlesien und liegt im südwestlichen Teil des Landkreises.

## Geographische Lage
Rajcza liegt am Übergang der Saybuscher Beskiden zum Jablunkauer Bergland südlich der Stadt Żywiec, an der Grenze zur Slowakei. Durch die Gemeinde fließt der Fluss Soła, der in die Weichsel mündet. 
Die Ortschaft streckt sich im Tal der Soła und seiner Zuflüssen, zwischen mehreren Bergmassiven: im Süden Hutyrów (744 m), im Westen Mała Zabawa (798 m) und Zabawa (823 m), im Nordosten Sucha (1040 m) und im Osten Cupel (666 m) und Wilczy Groń (668 m).

## Geschichte
Die walachische Hirtensiedlung im Land Saybusch wurde zunächst im Jahr 1626 im Dokument der polnischen Königin Constanze von Österreich über Errichtung neuer Kirchen erwähnt. 1669 besuchte Jan Kazimierz die Ortschaft und spendete ein Gemälde der Schwarzen Madonna von Tschenstochau an die zukünftige Kirche, deren Bau er erlaubt hatte.
Bei der Ersten Teilung Polens kam das Dorf 1772 zum neuen Königreich Galizien und Lodomerien des habsburgischen Kaiserreichs (ab 1804). Ab 1782 gehörte es zum Myslenicer Kreis (1819 mit dem Sitz in Wadowice). Nach der Aufhebung der Patrimonialherrschaften bildete es nach 1850 eine Gemeinde im Bezirk Saybusch.
Im November 1894 wurde Rajcza an die Bahnstrecke Żywiec–Čadca (SK) angeschlossen, dieses ist Bestandteil der Verbindungsstrecke Krakau–Wien. 1918, nach dem Ende des Ersten Weltkriegs und dem Zusammenbruch der k.u.k. Monarchie, kam Rajcza zu Polen.
Nach der Besetzung Polens durch die Wehrmacht im Zweiten Weltkrieg gehörte es zum Landkreis Saybusch im Regierungsbezirk Kattowitz in der Provinz Schlesien (seit 1941 Provinz Oberschlesien). 1940 wurden mehrere Familien im Rahmen der Aktion Saybusch vertrieben.

## Ortsteile
Basiówka, Butorów, Dziaski, Graberki, Hulboje, Kuchejdy, Nickulina, Pichuci, Rajcza Dolna, Ryłki, Sarnówka, Surowie, Wiercigrochy.

## Gemeinde
Rajcza ist der Sitz des Gemeinderats der Gemeinde Rajcza. Der Gemeinderat von Rajcza hat 16 Mitglieder.
Die Gemeinde zählt 9.059 Bürger und streckt sich über 131,17 km². Die Einwohnerdichte beträgt 70 Ew./km².
Die Gemeinde besteht aus den folgenden sechs Ortsteilen (sołectw): Kiczora, Rajcza, Rycerka Dolna, Rycerka Górna, Sól, Zwardoń.
Nachbargemeinden sind, Istebna, Milówka, Ujsoły. Das Gemeindegebiet grenzt an die Slowakei.

## Verkehr
Durch die Ortschaft verläuft der Schienenweg Katowice–Zwardoń (PL/SK)
Von Rajcza aus gibt es eine Busverbindung in die umliegenden Dörfer und nach Żywiec.

## Persönlichkeiten
- Oskar Primavesi (1874–1952), Elektromaschinenbauer und Hochschullehrer